# Association québécoise des professeurs de français
L'Association québécoise des professeurs de français (AQPF) est un regroupement volontaire de professeurs dans français et de toute personne intéressée à l'enseignement du français ou à la promotion de la langue française et de la culture québécoise.

## Historique
Fondée en 1967, l'association regroupe surtout des professeurs des écoles primaires et secondaires.
Dans les années 1970, elle est associée à l'élaboration des programmes proposés par le ministère de l'Éducation du Québec afin de mettre l'accent sur la langue orale de communication plutôt que sur la rigueur de la langue écrite.

## Publication
Depuis 1970, l'association publie un journal, le Québec français qui est devenu une revue en 1974.

## Prix

### Distribués
En collaboration avec l'Association nationale des éditeurs de livres, l'association distribue les Prix littéraires des enseignants  AQPF-ANEL depuis 2008,.

### Reçus
- 2008 : Lauréat du Prix du 3-Juillet-1608